# 狭叶马牙黄堇
狭叶马牙黄堇（学名：[Corydalis mayae var. stenophylla] 错误：{{Lang}}：文本有斜体标记（帮助））为罂粟科紫堇属下的一个变种。

## 扩展阅读
- 維基物種上的相關：狭叶马牙黄堇